# Деларош, Даниэль
Даниэ́ль Деларо́ш (фр. Daniel Delaroche (de la Roche); 1743—1812) — швейцарский ботаник.

## Биография
Даниэль Деларош родился в Женеве 17 ноября 1743 года. Отец Даниэля, Мишель Деларош, был торговцем родом из Женевы. Старший брат, Альфонс, также занимался торговлей. В 1774 году Деларош женился на Мари Кастанье. У них было трое детей — Мишель, Альфонсина и Франсуа-Этьен. Альфонсина Деларош в 1806 году вышла замуж за зоолога Андре-Мари Дюмериля. Даниэль Деларош учился в Женевском университете, в 1763 году перешёл в Лейденский университет. В 1766 году получил степень доктора в Эдинбургском университете. Затем он вернулся в Женеву и стал работать врачом. В 1782 году семья Делароша переехала в Париж, через 10 лет они были вынуждены уехать в Лондон. Затем они стали жить в Лозанне, лишь в 1798 году получили возможность вернуться в Париж. Там Даниэль продолжил заниматься врачеванием, также стал учителем молодого ботаника Огюстена Пирама Декандоля, в 1802 году назвавшего в его честь род Rochea. Деларош принимал активное участие в разработке вакцины против оспы. Даниэль Деларош скончался 20 декабря 1812 года от тифа. Через несколько месяцев от тифа умер его сын Франсуа, таким образом наследство досталось Дюмерилю.
Местонахождение образцов растений, используемых Даниэлем для описания новых видов в своей диссертации, не установлено.

## Некоторые научные работы
- Delaroche, D. (1766). Descriptiones plantarum aliquot novarum. 39 p., 5 pl.

## Роды, названные в честь Д. Делароша
- Rochea DC., 1802, nom. cons. — также назван в честь Ф. Э. Делароша
- Rochea Salisb., 1812, nom. illeg. [syn.  Geissorhiza Ker Gawl., 1803]
- Rochea Scop., 1777, nom. rej. [syn.  Aeschynomene L., 1753]